# Rob Gronkowski
Vous lisez un « bon article » labellisé en 2017.
Pour les articles homonymes, voir Gronkowski.
(en) Statistiques sur pro-football-reference
Robert James Gronkowski, dit Rob Gronkowski (né le 14 mai 1989 à Amherst dans l'État de New York), est un joueur de football américain  de nationalité américaine.
Considéré comme l'un des meilleurs tight ends de l’histoire de la National Football League (NFL), « Gronk » remporte quatre Super Bowl aux côtés de Tom Brady avec qui il joue de 2010 à 2019 sous les couleurs des Patriots de la Nouvelle-Angleterre et de 2020 à 2021 pour les Buccaneers de Tampa Bay.
Après trois saisons universitaires avec les Wildcats de l'Arizona, il devient professionnel malgré une grave blessure au dos qui lui fait manquer une saison entière. Sélectionné en 42e position lors de la draft 2010 de la NFL par les Patriots, il devient dès sa première année en NFL un titulaire indiscutable et un des principaux receveurs de Tom Brady. Son impact est immédiat et Gronkowski devient le premier tight end de l'histoire à terminer une saison en tant que meilleur marqueur de touchdowns à la réception avec 17 réalisations lors de la saison 2011. 
Sélectionné à cinq reprises au Pro Bowl, Gronkowski remporte les Super Bowls XLIX et LIII sur le terrain et le Super Bowl LI depuis le banc de touche à cause d'une nouvelle blessure au dos. Il met en pause sa carrière en mars 2019, quelques semaines après avoir remporté sa troisième bague de champion. Le joueur historique des Patriots sort de sa retraite sportive en avril 2020 pour jouer avec les Buccaneers de Tampa Bay. Il remporte le Super Bowl LV dès sa première saison avec les Bucs avant de prendre sa retraite l’année suivante.
La personnalité extravagante de Gronk hors des terrains en fait l'un des joueurs les plus médiatisés des années 2010. Avant-dernier fils d'une fratrie, trois de ses quatre frères, Dan, Chris et Glenn, sont également joueurs professionnels de football américain. En mars 2020, il devient catcheur dans la division SmackDown de la World Wrestling Entertainment (WWE) et remporte le titre 24/7.

## Biographie

### Jeunesse

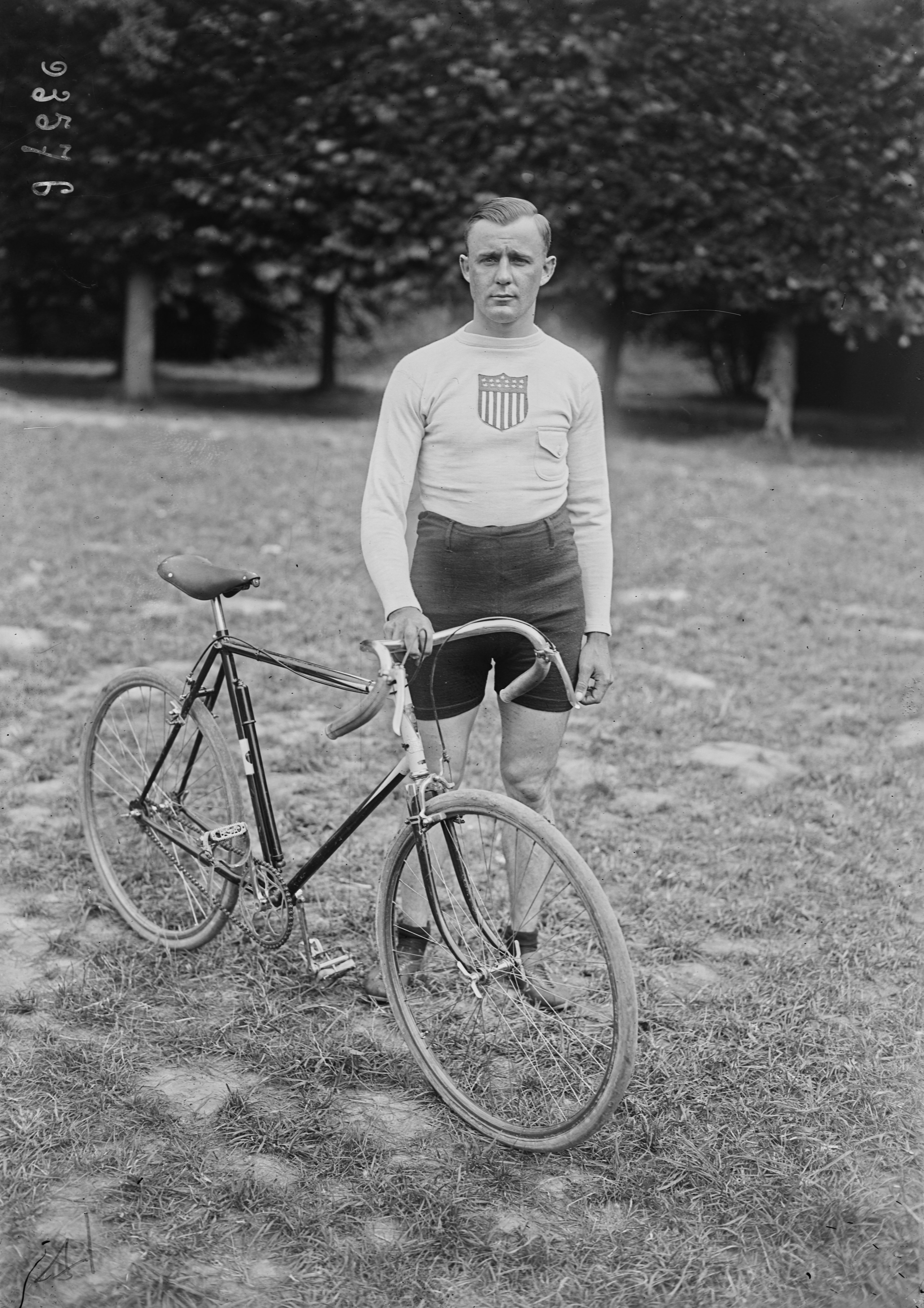
L'arrière grand-père de Rob Gronkowski, Ignatius, lors des Jeux olympiques d'été de 1924.

Robert James Gronkowski naît le 14 mai 1989 à Amherst dans l'État de New York de l'union de Diane Walter et de Gordy Gronkowski. Il descend d'une famille de sportifs, son arrière grand-père, Ignatius Gronkowski a participé aux Jeux olympiques d'été de 1924 dans les épreuves de cyclisme,, son père Gordy a joué aux Orange de Syracuse où il a été bloqueur du running back Joe Morris (en). Quatrième fils d'une fratrie de cinq garçons, Rob grandit dans la rivalité avec ses frères,. Le patriarche pousse les cinq garçons, Gordie Jr., Dan, Chris, Rob et Glenn à se perfectionner dans le sport. Dès l'âge de 4 ans, il aligne ses enfants dans son jardin et leur lance des balles de tennis pour qu'ils apprennent à ne pas en avoir peur. Jeune, Rob joue au hockey avec ses frères et leurs amis derrière la maison. Adolescent, son père recrute Demeris Johnson, ancien wide receiver des Dolphins de Miami en NFL, pour entraîner ses enfants et les pousser physiquement et mentalement.
Suivant les pas de ses frères aînés, Rob joue au football américain au lycée. Dans sa première année lycéenne, il mesure déjà 1,95 m mais ne pèse que 95 kg. Il joue à la fois du côté offensif en tant que tight end, son poste naturel, et du côté défensif comme defensive end,. Motivé par un essai avec l'équipe première, il passe son été à s'entraîner et à se muscler. Pour accompagner le développement physique de ses fils, son père Gordy, distributeur de matériel de fitness sur la côte Est des États-Unis, construit une grande salle de musculation dans leur maison,. En un été, Rob prend presque 7 kg de muscle et prend confiance. Il joue toute sa deuxième année au lycée avec son frère Chris avant que ce dernier ne rejoigne l'aîné, Dan, au niveau universitaire dans l'équipe des Terrapins du Maryland. Après avoir pris de nouveau 5 kg de muscle pendant l'été, Rob Gronkowski devient dominant dans sa troisième saison lycéenne. Ses adversaires doivent tricher et doubler sa couverture pour contrer sa domination physique. Il arrive à marquer des points des deux côtés du terrain et reçoit ses premières offres de bourse universitaire.
En 2006, après le divorce de ses parents, il suit son père dans la banlieue de Pittsburgh et joue sa dernière saison lycéenne au lycée Woodland Hills, la meilleure équipe de football américain lycéenne de l'État. Dans un effectif plus important et structuré, Gronkowski se concentre sur son rôle de tight end et ses capacités de bloqueur sous l'impulsion de son entraîneur George Novack. Gronkowski n'attrape que huit passes cette saison-là dont cinq d'entre elles pour des touchdowns. Il devient l'un des jeunes joueurs les plus demandés par les universités américaines et reçoit une cinquantaine d'offres universitaires.

### Carrière de joueur de football américain

#### Parcours universitaire

##### Choix et apprentissage (2007)
Ayant déjà quitté sa ville natale et ses amis l'année précédente, sa transition universitaire est plus aisée. Rob visite ses frères Dan et Chris sur le campus de l'université du Maryland pour faire la fête et profiter de l'université, bien qu'il ne doit pas y avoir accès. Il va jusqu'à créer une bagarre de rue sur le campus. Face au choix de s'engager avec un programme universitaire de football américain, Rob visite avec son père différents campus universitaires : Syracuse, Ohio State, Clemson et Arizona,. Ils excluent les Terrapins du Maryland car son frère Chris ne s'y sent plus bien et souhaite être transféré. Influencé par l'ami de son père Donnie Salum, dont le fils Justin vient d'être recruté à Azirona, la possibilité de jouer avec son frère Chris, le climat et la proximité avec son aîné Gordy qui joue en ligue mineur de baseball dans la région, Rob Gronkowski s'engage verbalement pour les Wildcats de l'Arizona en janvier 2007,. Son père achète une maison en face des fraternités de l'université pour que les trois frères y cohabitent avec Justin.
À 122 kg, Gronkowski est physiquement prêt pour le niveau universitaire mais doit travailler ses techniques pour être plus efficace offensivement. Il arrive dans l'une des attaques de football américain les moins efficaces du pays, menée par le quarterback Willie Tuitama. Dès son premier entraînement avec les Wildcats, il est opposé à Louis Holmes, un defensive end expérimenté, qui le pousse à progresser avec son entraîneur spécifique Dana Dimel. Le joueur est titulaire avec les Wildcats dès la rencontre d'ouverture de la saison 2007. Il inscrit un touchdown dès sa première rencontre à domicile, une semaine plus tard, contre Northern Arizona. Les rencontres suivantes sont difficiles et le jeune joueur fait des erreurs de débutant. Le joueur arrive néanmoins à faire un coup d'éclat contre les Cougars de Washington State, attrape pour 115 yards et marque deux touchdowns.
Après deux nouvelles performances décevantes contre USC et Stanford, il attrape un touchdown de 51 yards contre Washington puis 94 yards et un autre touchdown contre UCLA. Si ses deux dernières sorties individuelles sont correctes, marquant de nouveau contre les Ducks de l'Oregon et les Sun Devils d'Arizona State, la défaite contre les rivaux d'Arizona State est amère. Pour sa première saison, Gronkowski termine avec 28 réceptions pour un total de 525 yards. Il est désigné meilleur débutant à son poste par la conférence Pac-10, Sporting News et Rivals.com.

##### Année de records (2008)
Pour sa deuxième saison universitaire, Gronkowski est mieux préparé et connaît désormais le niveau universitaire. Après un nouvel été d'entraînement avec son frère Chris, sa confiance est au plus haut. Deux semaines avant le début de la saison, il est touché par une mononucléose infectieuse qui le rend faible et lui fait perdre du poids. Il ne peut être sur le terrain pour la rencontre d'ouverture de la saison. Il retourne à l'entraînement la semaine suivante mais n'est pas autorisé par les médecins à jouer les deuxième et troisième matchs de la saison. Lors de son retour sur les terrains à l'extérieur aux Bruins de UCLA, Gronkowski marque un touchdown sur sa première réception et un second en fin de rencontre. Dans sa lancée, il réceptionne pour 109 yards et marque trois touchdowns contre les Huskies de Washington une semaine plus tard à domicile.
Après un début explosif, Gronkowski n'est pas décisif contre Stanford la semaine suivante et termine avec seulement deux passes attrapées pour 30 yards,. La performance suivante est bien meilleure pour le tight end qui a un gain total de 91 yards contre les Golden Bears de Californie. Le vrai test contre la défense des Trojans d'USC le 26 octobre s'avère difficile pour Gronk qui est limité à seulement deux attrapés pour 12 yards,. Il rebondit contre les Cougars de Washington State en avançant de 83 yards et en marquant son sixième touchdown de la saison. Contre les Ducks de l'Oregon, les Wildcats sont menés 45 à 17 lorsqu'ils font un retour exceptionnel pour réduire l'écart à 3 points. Gronkowski est omniprésent et attrape 12 fois le ballon pour 143 yards et un touchdown. Pour cette performance, il est désigné meilleur tight end universitaire de la semaine.
La fin de saison de Gronkowski est prometteuse. Le joueur marque contre les Beavers d'Oregon State et les Sun Devils d'Arizona State. Contre ces derniers, dans une forte rivalité locale, le joueur attrape 95 yards dans une victoire qui permet à l'équipe d'Arizona d'obtenir une invitation pour un Bowl, un match d'après saison régulière, une première en dix ans pour le programme. À Las Vegas, les Wildcats de l'Arizona battent les Cougars de BYU dans le Las Vegas Bowl bien que Gronkowski soit limité à quatre réceptions pour 27 yards. Rob Gronkowski termine la saison avec 47 réceptions pour un gain total de 672 yards et un total de dix touchdowns.

##### Blessure au dos et inscription à ladraft(2009)
Après deux saisons universitaires, Rob Gronkowski voit l'année 2009 comme sa dernière avant de se présenter à la draft avec son frère Chris, qui est en dernière année. Il est attendu comme un joueur du premier tour de la draft. Le père de Rob prend une assurance sur la santé de son fils à hauteur de quatre millions de dollars. En avril 2009, le joueur se blesse au dos en levant des charges. Malgré la douleur qui s'intensifie, il continue sa préparation physique en avril et mai. En juillet, Gronk ne peut plus ni courir ni sauter, et fait part de ses douleurs à ses entraîneurs. L'IRM révèle une hernie discale. Après avoir pris conseil auprès de plusieurs spécialistes, Gronkowski suit l'avis du Dr Robert Watkins avec une thérapie physique d'un mois. La thérapie fonctionne et lui évite dans l'immédiat une opération du disque dorsal.
Les douleurs persistantes l'écartent néanmoins du terrain pour le match d'ouverture. De retour à l'entraînement lors de la deuxième semaine de la saison, Gronkowski essaie de courir des routes de receveurs mais ces entraînements lui créent des douleurs nocturnes. Dès lors, il ne peut éviter l'opération pour enlever de son organisme le morceau de disque dorsal cassé. Six semaines après l'opération, Gronkowski commence la rééducation. Mi-novembre, il est capable de courir et de lever des faibles charges.
Le joueur décide de s'entraîner pour la draft et de retourner à Arizona pour sa dernière saison universitaire si les entraînements ne sont pas concluants. Pendant un mois, à partir de la mi-décembre, Gronk se prépare avec Pete Bommarito au NFL Scouting Combine. L'entraîneur lui confirme le 13 janvier 2010 qu'il pense le joueur capable de jouer en National Football League dès la saison prochaine. Le 15 janvier, Gronkowski renonce à sa dernière année universitaire, à son assurance et s'inscrit à la draft 2010 de la NFL,. Après avoir rencontré de multiples agents, il choisit Drew Rosenhaus pour le représenter.

#### Vedette des Patriots de la Nouvelle-Angleterre

##### Sélection et signature du contrat
Toujours en rééducation après sa blessure au dos, Gronkowski ne participe qu'à l'atelier de développé couché lors du NFL Scouting Combine. Il y soulève à 23 reprises la barre,. Surtout, il rencontre des équipes de la ligue qui peuvent effectuer des examens médicaux sur son dos et évaluer son état de guérison.
Le tight end participe à tous les ateliers lors de la journée de tests organisée par les Wildcats de l'Arizona le 27 mars, profitant d'avoir un mois de récupération supplémentaire,.
| Taille                | Poids              | Long. bras          | Taille main         | 40 yards | 20-yard shuttle | 3-cone drill | Dét. vert.         | Dét. long.          | Dév. couché |
| --------------------- | ------------------ | ------------------- | ------------------- | -------- | --------------- | ------------ | ------------------ | ------------------- | ----------- |
| 1,98 m (6 ft 6,25 in) | 119,75 kg (264 lb) | 86,99 cm (34,25 in) | 27,30 cm (10,75 in) | 4,63 s   | 4,47 s          | 7,18 s       | 83,82 cm (33,5 in) | 3,02 m (9 ft 11 in) | 23 rép.     |

Avant la draft, Gronkowski est invité à visionner des vidéos, être testé et à visiter leurs structures par les Broncos de Denver, les Dolphins de Miami, les Patriots de la Nouvelle-Angleterre et les Ravens de Baltimore.
Le jour de draft 2010 de la NFL, les Patriots de la Nouvelle-Angleterre réalise un échange avec les Raiders d'Oakland afin de sélectionner avant les Ravens de Baltimore au deuxième tour de la draft, et recrutent Rob Gronkowski en 42e position,. Les Patriots envoient à leurs rivaux le 44e choix et un choix de sixième tour de la draft dans la transaction. Très heureux de sa sélection, le joueur monte avec sa famille sur la scène et montre sa joie avec exubérance en se jetant torse contre torse avec ses frères,,,. En juillet, Gronkowski signe un contrat de débutant de 4 ans avec la franchise.

##### Débuts en National Football League (2010)
Rob Gronkowski impressionne dès les rencontres de pré-saison en étant l'un des trois seuls joueurs de cette dernière à inscrire 4 touchdowns. Arrivé dans un effectif déjà complet incluant les receveurs Randy Moss, Wes Welker et Deion Branch, Gronkowski n'est pas prévu d'être une cible majeure pour le quarterback Tom Brady.
Pour sa première rencontre de saison régulière de National Football League, Gronkowski est principalement utilisé en tant que bloqueur pour protéger Brady. Il est visé à la passe qu'à une seule reprise par le quarterback sur une troisième tentative à un yard de la ligne adversaire. Gronk attrape le ballon dans l'en-but et marque un touchdown dès sa première réception en NFL. Mis sous pression dès le lendemain en réunion, le joueur déçoit contre les Jets de New York, notamment en tant que bloqueur dans une défaite 28 à 14. Il se reprend une semaine plus tard dans sa région natale de Buffalo et marque un touchdown contre les Bills. Pour la première fois de sa carrière, il célèbre cette réussite en réalisant un « Spike » avec le ballon.
Utilisé en tant que bloqueur contre les Dolphins de Miami, les Ravens de Baltimore, les Chargers de San Diego et les Vikings du Minnesota, il contribue aux quatre victoires dans un rôle de l'ombre de protecteur. Le débutant s'impose un peu plus comme une menace dans la end zone en marquant à nouveau contre les Chargers. Le 7 novembre, face aux Browns de Cleveland, Gronkowski fait plusieurs erreurs importantes. Sur un coup de pied d'engagement court, il croit entendre un coéquipier lui parler et laisse passer le ballon, offrant aux Browns la possibilité de recouvrir la balle. À proximité de l'en-but adverse ensuite, il perd le ballon après réception, redonnant la possession aux Browns,.
En dixième semaine de la saison, Gronkowski est impliqué dans le plan de jeu contre les Steelers de Pittsburgh. Dès le début de la rencontre, il attrape trois passes sur une même série offensive qu'il conclut par un touchdown à la réception de 19 yards. Il marque de nouveau dans le troisième quart-temps puis dans le quatrième quart-temps pour devenir le plus jeune débuter de l'histoire à inscrire 3 touchdowns en un seul match. Désormais une option dans le jeu de passe des Patriots, il participe à la victoire contre les Colts d'Indianapolis et Peyton Manning avec de nombreux blocages et une réception de 25 yards entre plusieurs défenseurs. Chez les Lions de Détroit, Gronkowski est visé cinq fois par Brady pour autant de réceptions. La fin de saison est plus discrète pour le joueur qui contribue aux succès des Patriots, invaincus depuis la défaite contre les Browns. Lors de la dernière rencontre de la saison régulière contre les Dolphins de Miami, il attrape six passes pour 102 yards et un touchdown.
Gronkowski finit la saison en ayant attrapé 10 touchdowns, devenant le premier tight end de la NFL à atteindre un tel nombre pour sa première saison et en couvrant pour 546 yards. Dans la surprenante défaite contre les Jets en phase finale, ses 65 yards ne sont pas suffisantes.

##### Meilleur marqueur detouchdownsde la saison (2011)

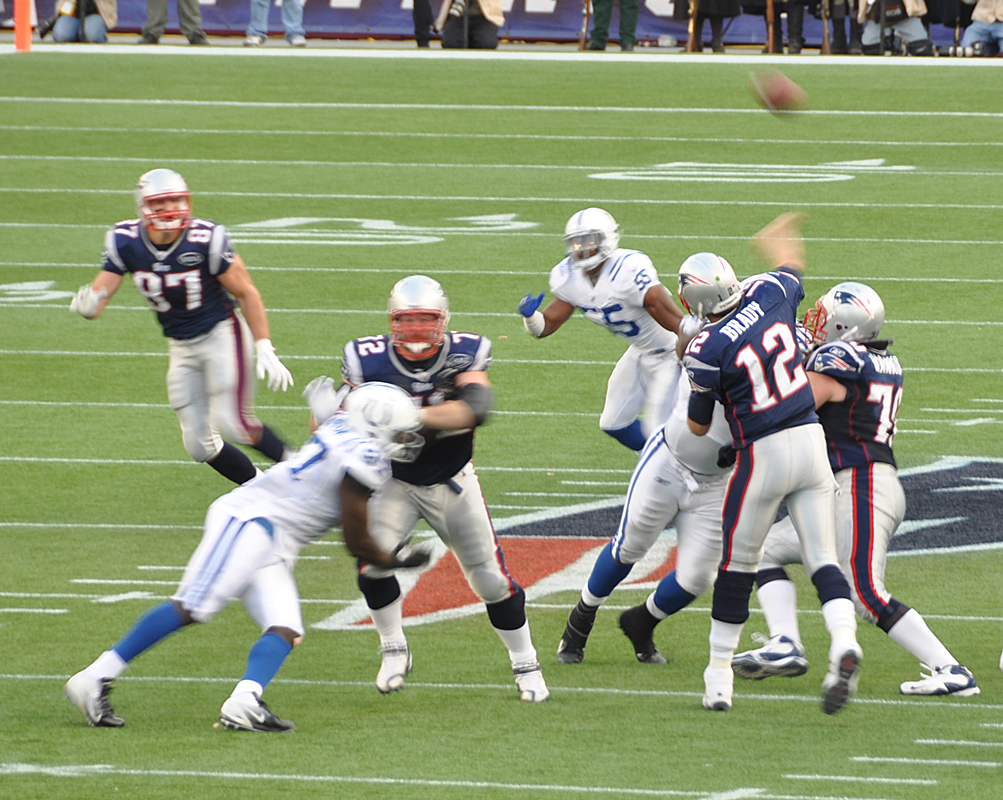
Tom Brady (no 12) lance une passe vers Rob Gronkowski (no 87) au milieu de la défense des Colts d'Indianapolis.

De la fin de la saison 2010 à juillet 2011, Gronkowski ne peut s'entraîner dans les structures des Patriots de la Nouvelle-Angleterre du fait de la grève liée à la négociation de la nouvelle convention collective de la National Football League. Après des matchs de pré-saison compliqués, il commence bien la saison régulière un touchdown contre les Dolphins de Miami et deux contre les Chargers de San Diego. Gronkowski attrape pour 109 yards dans la défaite contre les Bills de Buffalo.
Son niveau s'améliore au fil de la saison 2011, et il ne met que dix matchs pour égaler son nombre de touchdowns reçus de la saison précédente et huit pour dépasser le nombre de yards reçus.
Il continue en brisant dès la 13e semaine le record NFL de 13 touchdowns reçus par un tight end en une saison. Il ne s'arrête d'ailleurs pas là, et termine au total la saison avec 17 touchdowns et 1 327 yards sur réception, dépassant à cette occasion un autre record vieux de plus de 25 ans jadis détenu par Kellen Winslow (1 290 yards). Il termine d'ailleurs meilleur receveur en nombre de touchdowns tous postes confondus, dépassant même l'ensemble des wide receiver de la saison.
Il réalise ainsi pour sa deuxième année professionnelle la meilleure saison qu'un tight end ait accompli en NFL. Ces performances impressionnantes, outre ses qualités naturelles, sont aussi aidées par le style de jeu des Patriots, très axé sur les passes courtes et rapides, qui font la part belle aux receveurs de petite distance, et donc aux tight end. Il est logiquement sélectionné comme tight end titulaire pour le Pro Bowl de cette année-là.
Pendant la phase finale, il ne désemplit pas et rattrape dès le premier match de son équipe contre les Broncos de Denver 145 yards pour 3 touchdowns, participant grandement à la victoire de son équipe sur le score de 45 à 10. En finale de la conférence AFC, Gronkowski se fait une entorse de la cheville lors de la victoire 23 à 20 contre les Ravens de Baltimore. Longtemps incertain, le joueur est qualifié pour jouer le Super Bowl XLVI. S'il ne se sert pas de cette blessure comme d'une excuse, le joueur est diminué lors de l'affrontement contre les Giants de New York et ne réceptionne que deux passes pour 26 yards.
Quelques heures après cette importante défaite, Gronkowski est filmé en train de danser torse-nu lors de la fête d'après Super Bowl des Patriots. Censé être limité par une entorse à la cheville, ce comportement positif et joyeux lui vaut de nombreuses critiques.

##### Une superbe saison brisée (2012)
Gronkowski signe, avant la saison 2012, un nouveau contrat de six ans avec une extension de 54 millions de dollars, soit le plus gros contrat jamais signé par un tight end en NFL. Le joueur passe alors dans une nouvelle dimension et les attentes sont très importantes après sa saison 2011 historique.
Il réalise un excellent début de saison, continuant sur sa lancée de la saison précédente. Il inscrit un touchdown lors des deux premières rencontres contre les Titans du Tennessee puis contre les Cardinals de l'Arizona. Contre ces derniers, Gronkowski est pénalisé pour holding sur le dernier drive, annulant un touchdown potentiellement décisif de Danny Woodhead. Après une performance terne contre les Ravens de Baltimore, Gronkowski retrouve le chemin de l'en-but contre les Bills de Buffalo. Après avoir réalisé un fumble en première mi-temps, Gronk rebondit en deuxième mi-temps en marquant un touchdown et en contribuant à ce que l'attaque marque 45 points en une mi-temps, un record pour la franchise. Il totalise 104 yards dans cette performance historique, où les Patriots l'emportent 52 à 28 après avoir été menés 21 à 7.
Dans une rencontre à l'extérieur contre les Rams de Saint-Louis, délocalisée à Londres, Gronkowski attrape pour 146 yards et marque à deux reprises. Il célèbre le premier touchdown en imitant une relève de la garde du palais de Buckingham et le second en imitant Magic Mike,.
Le 21 octobre, dans une opposition face aux rivaux des Jets de New York, Gronkowski attrape les deux touchdowns lancés par Tom Brady dans une courte victoire 29 à 26. Lors de la onzième semaine de la saison, Gronkowski attrape sept passes pour 137 yards et inscrit deux nouveaux touchdowns contre les Colts d'Indianapolis dans une large victoire 59 à 24. En fin de rencontre, Gronk est victime d'une fracture de l'avant-bras qui l'oblige à être opéré et le contraint à rater cinq semaines de compétition,.
De retour à la compétition pour la dernière journée de la saison régulière, il est ménagé. Deux semaines plus tard, Gronkowski est présent lors de la rencontre de phase finale contre les Texans de Houston, tout comme l'autre jeune tight end des Patriots Aaron Hernandez. Gronkowski se casse une deuxième fois le bras gauche, mettant fin à sa saison. Les Patriots vont jusqu'en finale de conférence qu'ils perdent contre les Ravens de Baltimore.
Après la fin de la saison, le joueur est filmé à nouveau en train de danser torse nu en boîte de nuit à Las Vegas et en tombant sur son bras cassé au sol lors d'une simulation de match de catch,. Un mois après son opération au bras, le comportement du joueur est critiqué par la presse.

##### Entre domination et blessures (2013)

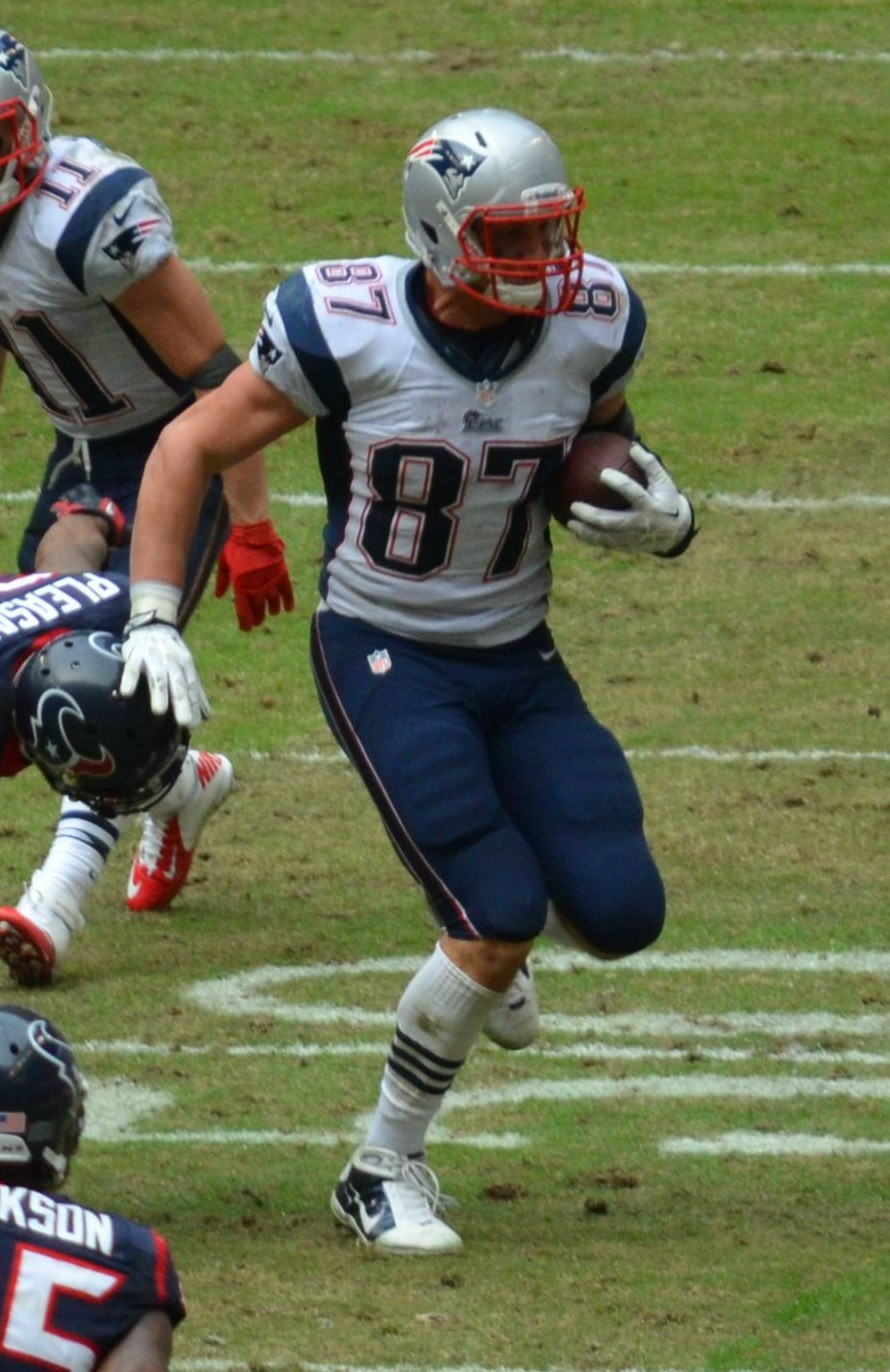
Rob Gronkowski sous le maillot des Patriots en 2013.

Ayant subi des complications avec sa blessure à l'avant-bras durant toute l'intersaison, notamment une infection, Gronkowski n'est toujours pas remis au début de la saison 2013 et rate les six premiers matchs. Il revient à la compétition lors de la 7e journée, le bras gauche protégé dans un manchon de protection noir qu'il doit porter toute la saison. Il réceptionne pour 114 yards dans une défaite contre les Jets de New York. Avec son retour, l'attaque des Pats, laborieuse en début de saison, se réveille. Contre les Steelers de Pittsburgh, les Patriots marquent 55 points, propulsés par un Rob Gronkowski omniprésent qui attrape 9 passes, son record en carrière, pour un gain cumulé de 143 yards,.
Le tight end marque un touchdown à chacune de ses trois sorties suivantes contre les Panthers de la Caroline, les Broncos de Denver et les Texans de Houston. À Houston, Gronkowski attrape pour 127 yards malgré de multiples blessures mineures au dos, à la cuisse et au bras,.
Lors de la 14e journée, sa saison s'arrête de nouveau de manière brutale et prématurée sur un tacle bas au genou de T. J. Ward. Victime d'une rupture de ligament croisé au genou gauche et du ligament collatéral tibial, il est de nouveau placé sur l'injury reserve et ne devrait plus rejouer cette année. Le plaquage sur Gronkowski entraîne une controverse car Ward a visé au niveau du genou avec son épaule. Le défenseur se défend en indiquant que les règles de la NFL l'ont forcé à tacler bas. Si le tacle est considéré dans les règles, il entraîne un débat sur un éventuel changement du règlement.

##### Retour de l'année et premier Super Bowl (2014)
De retour de blessure au début de la saison régulière de 2014, Gronkowski est présent sur les terrains contre les Dolphins de Miami bien qu'il ait manqué toutes les rencontres de pré-saison et qu'il soit encore limité à l'entraînement. Il réalise une performance discrète en ne réceptionnant que 4 passes pour 40 yards mais marque tout de même un touchdown dans la défaite 33 à 20. Le travail de ses réceptions au sein des Patriots de la Nouvelle-Angleterre se déroule doucement mais l’espoir d’une remontée au meilleur niveau est présent. Ensuite contre les Raiders d'Oakland semaine 3, il totalise trois réceptions pour 44 yards et son deuxième touchdown de la saison, le seul de cette victoire 16 à 9.
Gronkowski se révèle un peu plus durant la semaine 8 contre les Bears de Chicago, avec une performance de neuf réceptions pour 149 yards et trois touchdowns. En semaine 14 contre les Chargers de San Diego, Rob devient le premier tight end dans l’histoire de la NFL à marquer au moins 10 touchdowns lors de quatre saisons différentes.
Lors du Super Bowl, Gronk est à un très bon niveau lors de leur victoire 28 à 24 contre les Seahawks de Seattle, réalisant six réceptions pour 68 yards et un touchdown important en fin de deuxième quart-temps. Gronkowski est pénalisé deux fois durant cette saison pour « jeu agressif » contre les Colts d'Indianapolis et lors du Super Bowl pour « plaquage violent »,.
Gronk est nommé pour la troisième fois de sa carrière au Pro Bowl ainsi que meilleur tight end de l'équipe All-Pro. Lors de la cérémonie des ESPY Awards 2015, Gronkowski reçoit le prix du meilleur retour à la compétition pour ses performances lors de la saison 2014,.

##### Meilleurtight endde la ligue (2015)
Lors de la rencontre d'ouverture de la saison 2015 de la NFL, opposant les Patriots de la Nouvelle-Angleterre aux Steelers de Pittsburgh, Rob Gronkowski inscrit 3 touchdowns lors de la victoire 28 à 21. Alors que son équipe enchaîne les victoires, Gronk accumule les yards à la passe. Contre les Dolphins de Miami, il réceptionne pour 113 yards et inscrit un touchdown. Lors de la première défaite de la saison des Patriots, subie contre les Broncos de Denver, Gronkowski doit sortir du terrain au quatrième quart-temps pour une blessure au genou,. Après avoir manqué une rencontre, il revient contre les Texans de Houston et marque son dixième touchdown de la saison. Une semaine plus tard, il marque de nouveau contre les Titans et le dédit à son ami Dana Parenteau, mort deux jours plus tôt,.
En phase finale, Rob Gronkowski attrape deux touchdowns contre les Chiefs de Kansas City et un autre contre les Broncos de Denver. Il attrape pour 144 yards mais son touchdown de dernière minute ne suffit pas à qualifier les Patriots pour le Super Bowl, à la suite d'une conversion à deux points échouée. Gronkowski est sélectionné pour le Pro Bowl pour la quatrième fois de sa carrière et est le premier joueur à un autre poste que quarterback dans le classement du public. Il est nommé dans l'équipe All-Pro de la NFL par 48 des 50 votants, et classé neuvième meilleur joueur de la NFL par ses pairs.

##### Nouveau sacre perturbé par une grave blessure au dos (2016)
Une blessure à la cuisse lui fait manquer les deux premières rencontres de la saison 2016 et il est limité dans les deux suivantes. Bill Belichick augmente progressivement le temps de jeu de Gronkowski, qui réceptionne 109 yards contre les Browns de Cleveland puis 162 yards contre les Bengals de Cincinnati,. Lors de cette rencontre, il commence une série de trois rencontres lors desquelles il inscrit un touchdown, jusqu'à inscrire son 69e en carrière contre les Bills de Buffalo, devenant le meilleur marqueur de touchdowns à la réception de la franchise des Patriots,.
Lors de la rencontre contre les Seahawks de Seattle, Gronkowski encaisse un énorme tampon d'Earl Thomas après avoir manqué de réceptionner une passe. Après plusieurs tentatives pour retrouver les terrains, Gronk met un terme à sa saison et doit se faire opérer du dos. Cette opération, la troisième liée à une hernie discale, lui fait manquer le reste de la saison. L'historique de ses blessures resurgit levant des questions sur un éventuel transfert ou une fin de carrière anticipée.
Gronkowski assiste au succès des Patriots au Super Bowl LI depuis le bord du terrain. Quelques jours plus tard, il fait le spectacle lors de la parade victorieuse de l'équipe dans les rues de Boston avec des bières et une ceinture de la WWE, au plaisir des supporteurs. Début avril, il vole également le maillot de Tom Brady au Fenway Park où les supporteurs de baseball leur rendent hommage, afin d'amuser les spectateurs. Les célébrations continuent lors de la visite à la Maison-Blanche, lors de laquelle il fait parler de lui en interrompant une conférence de presse du porte-parole Sean Spicer,. Pendant ce temps, il continue la rééducation de son dos, travaillant quatre jours par semaine au Gillette Stadium afin d'être prêt pour la saison 2017.

##### Retour à la compétition (2017)

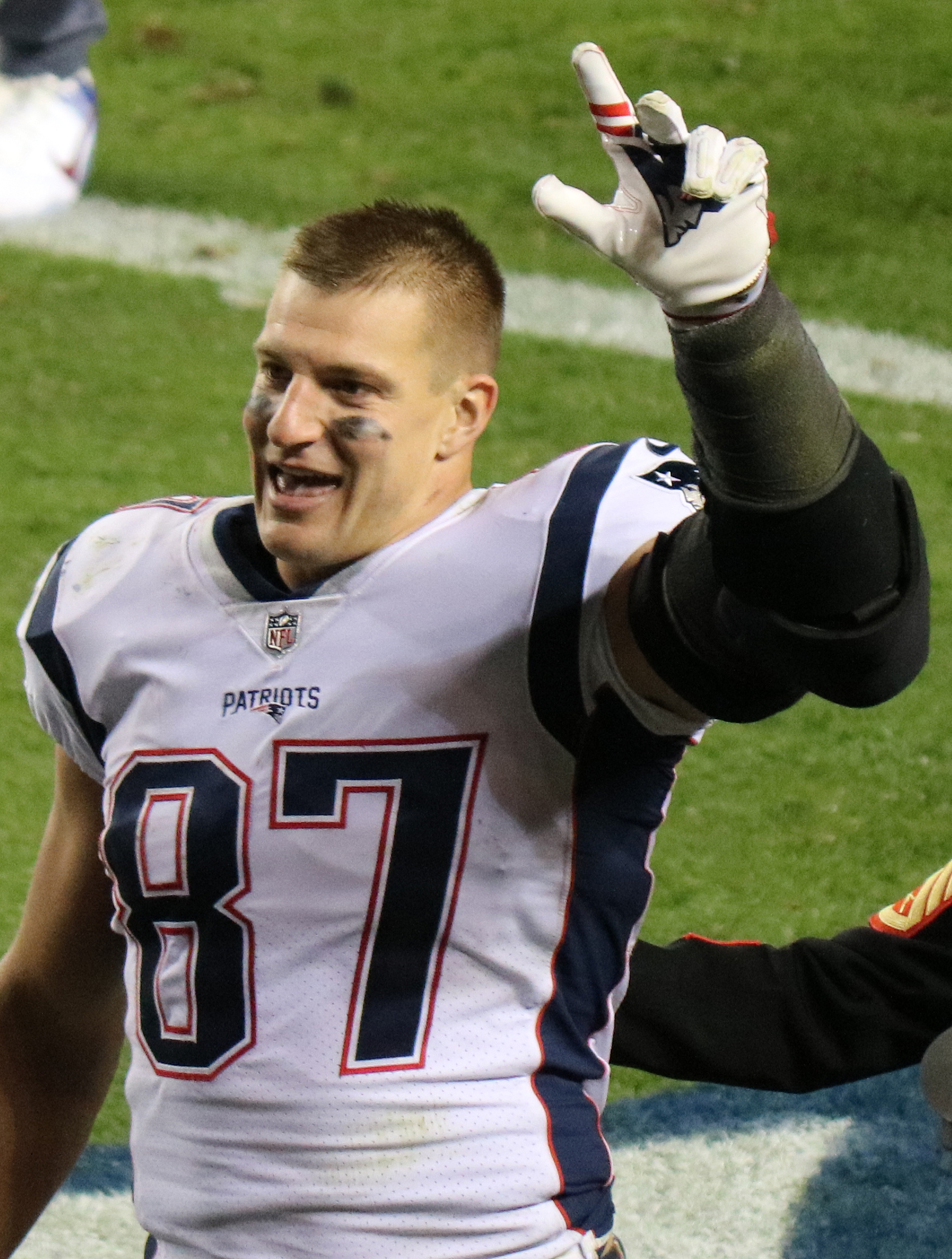
Rob Gronkowski en 2017

Pour se remettre de sa blessure au dos, Rob Gronkowski travaille avec l'entraîneur personnel de Tom Brady, le controversé Alex Guerrero. Il est de retour sur les terrains au début de la saison 2017. Sa première apparition contre les Chiefs de Kansas City déçoit, si bien que des recruteurs de la ligue pense qu'il a perdu son explosivité et sa puissance. Une semaine plus tard, Gronk détruit tous les doutes en réceptionnant six passes pour 116 yards et un touchdown avant de se blesser à l'aine dans le troisième quart-temps dans une victoire contre les Saints de La Nouvelle-Orléans,. Le lendemain, il déclare aux journalistes présents à l'entraînement que sa blessure est mineure.
Lors de la quatrième semaine de la saison, Gronkowski se blesse à la cuisse dans la défaite contre les Panthers de la Caroline qui l'oblige à manquer la rencontre suivante contre les Buccaneers de Tampa Bay,. Sa réception de 43 yards en fait le premier receveur de Brady devant Wes Welker en termes de yards. Il revient contre les Jets de New York et marque deux touchdowns contre le débutant Jamal Adams,.
Après deux nouveaux touchdowns contre les Dolphins de Miami en semaine 12, Gronkowski devient le joueur des Patriots avec le plus grand nombre de performances avec plusieurs touchdowns marqués, battant le record de Randy Moss. Impressionnant au blocage de ses adversaires, il aide également ses coéquipiers à marquer dans le succès 35 à 17. La série de victoires des Patriots se poursuit contre les Bills de Buffalo. Gronk attrape neuf passes pour un total de 147 yards, dominant la défense de Buffalo. Bien qu'il accumule les yards gagnés à la réception, Gronk est frustré par la défense et l'arbitrage lors d'une rencontre. Après une interception de Tre'Davious White, il se lance par derrière sur son adversaire au sol. Il est suspendu une rencontre par la ligue pour ce geste, la première suspension de sa carrière,. La suspension est confirmée en appel et lui coûte cher financièrement,.
Dans une des rencontres les plus attendues de la saison contre les Steelers de Pittsburgh, alors premiers de la conférence AFC, Rob Gronkowski s'illustre en attrapant pour 168 yards, son record en carrière,,. Utilisant la défense en homme à homme des Steelers et la simple couverture sur lui, le tight end attrape trois passes consécutivement dans la dernière série offensive pour mettre en position son équipe de marquer un touchdown à la course,. Il est désigné meilleur joueur offensif de la semaine de la conférence AFC pour cette performance.
Lors du championnat AFC contre les Jaguars de Jacksonville, Rob Gronkowski est touché à la tête à la suite d'un contact casque contre casque avec le défenseur Barry Church (en). Il ne sait plus où il est et ne peut revenir sur le terrain. Il termine avec une seule réception de 21 yards faisant de lui le tight end ayant réceptionné le plus de yards en phase finale de l'histoire de la NFL. Gronkowski réalise le protocole de la ligue pour les commotions cérébrales et est autorisé à jouer pour le Super Bowl LII.

##### Troisième bague de champion (2018)
À l'été 2018, les Patriots de la Nouvelle-Angleterre cherchent et trouvent un échange pour envoyer Rob Gronkowski dans une autre équipe de la ligue. Le joueur résiste et menace de prendre sa retraite s'il est échangé ailleurs. Après une réunion avec Bill Belichick et son agent Drew Rosenhaus, le joueur signe un nouveau contrat qui lui offre des bonus financiers plus importants,.
Ménagé lors des rencontres de pré-saison, Gronkowski attrape sept passes pour 123 yards et un touchdown lors du match d'ouverture contre les Texans de Houston. Sur le déclin, il est ménagé physiquement tout au long de la saison à la passe mais le coordinateur offensif Josh McDaniels l'utilise comme bloqueur pour établir le jeu à la course. Il manque trois rencontres lors de la saison régulière à cause d'une tendinite au talon d'Achille et à des douleurs au dos. Placé en défense sur la dernière action contre les Dolphins de Miami, il est le dernier à s'incliner devant ce que les médias désignent comme le « Miami Miracle ». Après la fin de la saison régulière, sa plus mauvaise en termes de statistiques depuis le début de sa carrière avec seulement trois touchdowns, le moins de longues réceptions et une moyenne par match de seulement 52,5 yards, les rumeurs de retraite s'intensifient,.
Présent au Super Bowl LIII, il attrape deux passes dans la série offensive permettant aux Patriots d'inscrire le seul touchdown d'une rencontre gagnée sur le score de 13 à 3. Avant ce troisième sacre pour le tight end, il déclare qu'il prendra une décision sur son futur dans quelques semaines.
Le 24 mars 2019, Gronkowski annonce sur Instagram qu'il met un terme à sa carrière en NFL.

#### Fin de carrière avec les Buccaneers de Tampa Bay

##### Quatrième Super Bowl (2020)

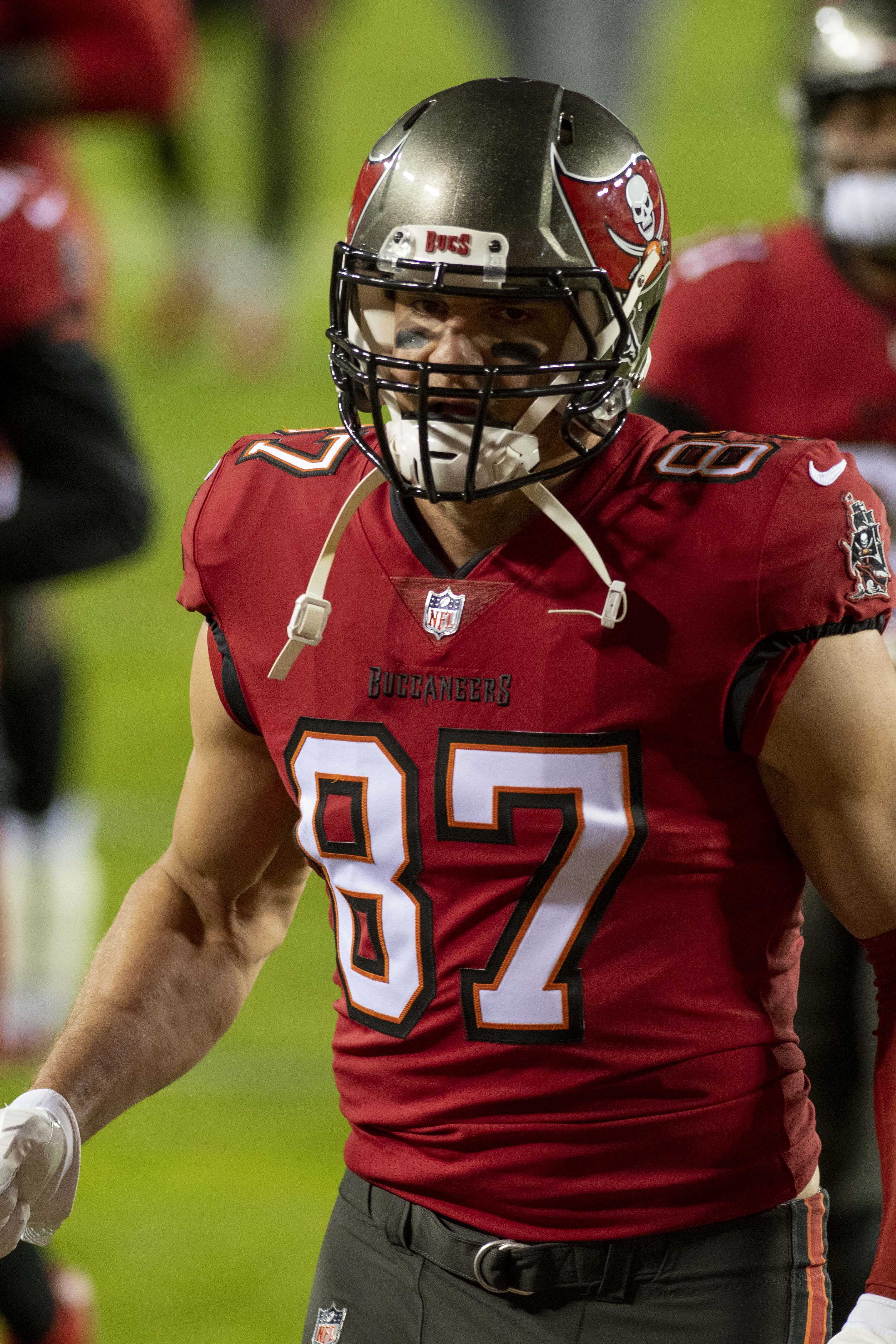
Rob Gronkowski sous les couleurs des Buccaneers de Tampa Bay en 2021.

La NFL a annoncé le 21 avril 2020 que Rob Gronkowski reprenait sa carrière de football américain. Cependant, bien qu'il n'ait pas joué pendant un an, il était encore sous contrat chez les Patriots de la Nouvelle-Angleterre. Par conséquent, ce dernier voulant rejoindre Tom Brady, il se fait échanger avec un choix pour le septième tour de draft chez les Buccaneers de Tampa Bay contre un choix au quatrième tour de draft. À la fin de cette saison, il remporte avec sa nouvelle équipe le Super Bowl LV et devient par la même occasion avec Tom Brady , le duo quaterback-receveur ayant marqué le plus de touchdown en post-saison, dans l'histoire de la NFL (14 touchdowns).

##### Une dernière saison marquée par les blessures (2021)
En mars 2021, il resigne avec les Buccaneers pour une saison supplémentaire, pour un montant de 10 millions de dollars,. Renforçant un peu plus sa place dans le temple de la renommée, Rob Gronkowski entame la saison 2021 en marquant deux touchdowns contre les Cowboys de Dallas puis deux autres contre les Falcons d'Atlanta,. Son parfait début de saison connaît un arrêt brutal contre les Rams de Los Angeles en troisième semaine. Après avoir gagné 55 yards en quatre réceptions, il subit un violent plaquage latéral de Terrell Lewis (en) qui lui occasionne de multiples fractures au niveau des côtes et lui perfore un poumon. Malgré une tentative de retour en 8e semaine, la douleur ne lui permet pas de jouer beaucoup de snaps et Gronkowski est écarté des terrains sept semaines. De retour en 11e semaine contre les Giants, il réceptionne six des huit passes qui le visent pour un gain de 71 yards. Contre les Colts, il atteint 123 yards en sept réceptions et la semaine suivante, il inscrit à nouveau deux touchdowns. La connexion Brady-Gronkowski atteint ainsi un total de 90 touchdowns en saison régulière et se classe au deuxième rang de l'histoire de la NFL derrière la paire Peyton Manning-Marvin Harrison.
Le 21 juin 2022, Rob Gronkowski annonce sur Twitter qu'il prend définitivement sa retraite sportive.

### Carrière de catcheur
Rob Gronkowski a toujours fait part de sa passion pour le catch et de la World Wrestling Entertainment (WWE). Bien qu'il soit toujours joueur de football américain en activité, il ne cache pas son envie de faire carrière dans le catch après avoir quitté la National Football League (NFL). En 2017, Gronk célèbre le titre du Super Bowl LI avec une ceinture de champion de la WWE. Quelques semaines plus tard, il fait une apparition à WrestleMania 33, passant par-dessus la barrière et entrant dans le ring pour aider son ami Mojo Rawley à remporter le André the Giant Memorial Trophy. En décembre 2016, le catcheur John Cena interprète Rob Gronkowski dans une séquence humoristique du Saturday Night Live intitulée « Where’d Your Money Go? ».
En mars 2020, Gronkoswki se lance officiellement dans la WWE. Il réalise ses débuts quelques jours plus tard dans une enceinte vide pour cause de pandémie de coronavirus à côté de son ami Mojo Rawley, sans combattre pour autant. Si les modalités de son contrat avec la WWE ne sont pas dévoilées, il est prévu qu'il soit l'animateur de WrestleMania 36. Finalement, il remporte le titre 24/7 en faisant le tombé sur Mojo Rawley lors de WrestleMania 36. Le 1er juin, il perd le titre au profit R-Truth qui effectue le tombé sur lui dans son jardin pendant qu'il faisait une vidéo sur TikTok, mettant fin à son règne de 57 jours, le plus long de l'histoire du titre.

## Vie privée
Né dans une large fratrie, Rob Gronkowski a quatre frères ; trois d'entre eux sont également joueurs professionnels de football américain ayant joué en NFL : Dan, Chris et Glenn.
À l'université, Rob cohabite avec son frère aîné Gordy, son autre frère Chris et Justin Salum, également joueur de football américain et ami de la famille. Ensemble, ils organisent des grandes fêtes dans la maison qu'ils appellent « Club G », font de grandes glissades sur le sol et invitent de nombreuses étudiantes. La fratrie achète et installe même un jacuzzi dans leur jardin dont l'entrée est conditionnée à lancer un sous-vêtement dans l'arbre sous lequel le spa est placé. Quelques années plus tard, Gronkowski revient sur cette acquisition et la considère comme « un bon investissement ». Le « Club G » énerve les fraternités étudiantes de l'université de l'Arizona, créant une rivalité et des bagarres.
Jeune sportif talentueux, Gronkowski créé la polémique en 2011, au début de sa deuxième saison en NFL, lorsqu’est publiée sur internet une photo du joueur avec BiBi Jones, une actrice de films pornographiques américaine, portant son maillot n°87 des Patriots,,. À partir d'avril 2015, le joueur est en couple avec l'ancienne pom-pom girl des Patriots de la Nouvelle-Angleterre Camille Kostek.
Lors des saisons 2011 et 2012, Gronkowski vit en colocation avec les deux autres joueurs des Patriots, les linebackers Dane Fletcher et Niko Koutouvides. Ils y organisent des tournois de cornhole et de tir à l'arc avec leurs coéquipiers.
En 2012, Gronkowski achète une luxueuse villa en Floride dans la banlieue de Tampa qu'il met en vente dès l'année suivante et cède pour 2,08 millions de dollars en décembre 2013, réalisant une plus-value de près d'un demi-million de dollars.

## Statistiques
Les statistiques de Rob Gronkowski mesurent les performances à la réception de passes au poste de tight end mais ne prennent pas en compte ses performances en tant que bloqueur. Son touchdown à la course est une réception de passe latérale derrière la ligne de jeu considérée par la National Football League comme tel.
| Année  | Équipe                             | MJ  |     | Passes réceptionnées | Passes réceptionnées | Passes réceptionnées | Passes réceptionnées |       | Courses | Courses | Courses | Courses |  | Fumbles | Fumbles |
| Année  | Équipe                             | MJ  | Nb. | Yards                | Moy.                 | TD                   | Nb.                  | Yards | Moy.    | TD      | Nb.     | Perdus  |  |         |         |
| 2010   | Patriots de la Nouvelle-Angleterre | 16  | 42  | 0546                 | 13,0                 | 10                   | -                    | -     | -       | -       | 1       | 1       |  |         |         |
| 2011   | Patriots de la Nouvelle-Angleterre | 16  | 90  | 1 327                | 14,7                 | 17                   | 1                    | 2     | 2       | 1       | 0       | 0       |  |         |         |
| 2012   | Patriots de la Nouvelle-Angleterre | 11  | 55  | 0790                 | 14,4                 | 11                   | -                    | -     | -       | -       | 1       | 1       |  |         |         |
| 2013   | Patriots de la Nouvelle-Angleterre | 07  | 39  | 0592                 | 15,2                 | 04                   | -                    | -     | -       | -       | 0       | 0       |  |         |         |
| 2014   | Patriots de la Nouvelle-Angleterre | 15  | 82  | 1 124                | 13,7                 | 12                   | -                    | -     | -       | -       | 0       | 0       |  |         |         |
| 2015   | Patriots de la Nouvelle-Angleterre | 15  | 72  | 1 176                | 16,3                 | 11                   | -                    | -     | -       | -       | 0       | 0       |  |         |         |
| 2016   | Patriots de la Nouvelle-Angleterre | 08  | 25  | 0540                 | 21,6                 | 03                   | -                    | -     | -       | -       | 0       | 0       |  |         |         |
| 2017   | Patriots de la Nouvelle-Angleterre | 14  | 69  | 1 084                | 15,7                 | 08                   | -                    | -     | -       | -       | 1       | 0       |  |         |         |
| 2018   | Patriots de la Nouvelle-Angleterre | 13  | 47  | 0682                 | 14,5                 | 03                   | -                    | -     | -       | -       | 1       | 1       |  |         |         |
| 2020   | Buccaneers de Tampa Bay            | 16  | 45  | 0623                 | 13,8                 | 07                   | -                    | -     | -       | -       | 1       | 0       |  |         |         |
| 2021   | Buccaneers de Tampa Bay            | 12  | 55  | 0802                 | 14,6                 | 06                   | -                    | -     | -       | -       | 0       | 0       |  |         |         |
| Totaux | Totaux                             | 142 | 621 | 9 286                | 14,9                 | 92                   | 1                    | 2     | 2       | 1       | 5       | 3       |  |         |         |

| Année  | Équipe                             | MJ |     | Passes réceptionnées | Passes réceptionnées | Passes réceptionnées | Passes réceptionnées |       | Courses | Courses | Courses | Courses |  | Fumbles | Fumbles |
| Année  | Équipe                             | MJ | Nb. | Yards                | Moy.                 | TD                   | Nb.                  | Yards | Moy.    | TD      | Nb.     | Perdus  |  |         |         |
| 2010   | Patriots de la Nouvelle-Angleterre | 1  | 04  | 065                  | 16,3                 | 0                    | -                    | -     | -       | -       | 0       | 0       |  |         |         |
| 2011   | Patriots de la Nouvelle-Angleterre | 3  | 17  | 258                  | 15,2                 | 3                    | -                    | -     | -       | -       | 0       | 0       |  |         |         |
| 2012   | Patriots de la Nouvelle-Angleterre | 1  | 0   | 0                    | 00,0                 | 0                    | -                    | -     | -       | -       | 0       | 0       |  |         |         |
| 2014   | Patriots de la Nouvelle-Angleterre | 3  | 16  | 204                  | 12,8                 | 3                    | -                    | -     | -       | -       | 0       | 0       |  |         |         |
| 2015   | Patriots de la Nouvelle-Angleterre | 2  | 15  | 227                  | 15,1                 | 3                    | -                    | -     | -       | -       | 0       | 0       |  |         |         |
| 2017   | Patriots de la Nouvelle-Angleterre | 3  | 16  | 218                  | 13,6                 | 3                    | -                    | -     | -       | -       | 0       | 0       |  |         |         |
| 2018   | Patriots de la Nouvelle-Angleterre | 3  | 13  | 191                  | 14,7                 | 0                    | -                    | -     | -       | -       | 0       | 0       |  |         |         |
| 2020   | Buccaneers de Tampa Bay            | 4  | 08  | 110                  | 13,8                 | 2                    | -                    | -     | -       | -       | 0       | 0       |  |         |         |
| 2020   | Buccaneers de Tampa Bay            | 2  | 09  | 116                  | 12,9                 | 1                    | -                    | -     | -       | -       | 0       | 0       |  |         |         |
| Totaux | Totaux                             | 22 | 98  | 1 389                | 14,2                 | 15                   | -                    | -     | -       | -       | 0       | 0       |  |         |         |

Rob Gronkowski a remporté à quatre reprises le Super Bowl, trois fois avec les Patriots de la Nouvelle-Angleterre et une avec les Buccaneers de Tampa Bay. Sa première participation se solde par un échec contre les Giants de New York lors du Super Bowl XLVI. Il participe ensuite aux succès des Patriots aux Super Bowls XLIX et LIII sur le terrain et du Super Bowl LI depuis le banc de touche. Il est un acteur décisif de la victoire de Tampa Bay au Super Bowl LV en marquant deux touchdowns.
| Super Bowl | Adversaire             |     | Passes réceptionnées | Passes réceptionnées | Passes réceptionnées | Passes réceptionnées | Passes réceptionnées |
| Super Bowl | Adversaire             | REC | %REC                 | Yards                | Y/P                  | TD                   |                      |
| XLVI       | Giants de New York     | 2   | 66,7                 | 026                  | 13,0                 | 0                    |                      |
| XLIX       | Seahawks de Seattle    | 6   | 60,0                 | 068                  | 11,3                 | 1                    |                      |
| LII        | Eagles de Philadelphie | 9   | 60,0                 | 116                  | 12,9                 | 2                    |                      |
| LIII       | Rams de Los Angeles    | 6   | 85,7                 | 087                  | 14,5                 | 0                    |                      |
| LV         | Chiefs de Kansas City  | 6   | 85,7                 | 067                  | 11,2                 | 2                    |                      |

## Palmarès et records
Sélectionné au deuxième tour de la draft 2010 de la NFL par les Patriots de la Nouvelle-Angleterre, Rob Gronkowski a un impact sur son équipe et sur la ligue dès son entrée dans la National Football League. Sous le commandement du quarterback Tom Brady et de l’entraîneur-principal Bill Belichick, il est le plus jeune joueur à réceptionner trois touchdowns en un seul match contre les Steelers de Pittsburgh alors qu'il n'a que 21 ans et 214 jours.
La saison 2011 de Rob Gronkowski est historique. Pour sa deuxième année dans la ligue, le joueur bat les principaux records à la réception de passes pour un tight end. Il marque le plus grand nombre de touchdowns reçus par un joueur à ce poste en une saison avec 17 unités,,. Il termine meilleur marqueur de touchdowns à la passe de la saison, et devient le premier tight end à réussir cette performance. Avec 1 327 yards lors de cette saison, il bat également le record possédé par le joueur du Pro Football Hall of Fame Kellen Winslow en 1980. Ce record est également battu par le joueur des Saints de La Nouvelle-Orléans Jimmy Graham en 2011, mais attrape 17 yards de moins que Gronkowski. Par ailleurs, sur ses deux premières saisons en NFL, Gronk est le joueur qui a inscrit le plus grand nombre de touchdowns de l'histoire, à égalité avec Randy Moss.
Meilleur marqueur de touchdowns de la franchise des Patriots de la Nouvelle-Angleterre à la passe avec 79 unités, Gronk est sélectionné à cinq reprises pour le Pro Bowl (2011, 2012, 2014, 2015 et 2017) et quatre fois dans la première équipe All-Pro (2011, 2014, 2015 et 2017). Il manque les récompenses en 2013 et 2016 du fait des graves blessures. Il est récompensé pour son retour réussi lors de la saison 2014 par le titre de meilleur revenant de l'année de l'Associated Press.
En onze saisons disputées en NFL, Gronkowski accumule 621 passes réceptionnées, 9 286 yards gagnés et 92 touchdowns marqués. Avec quatre saisons à plus de 1 000 yards et cinq avec plus de dix touchdowns sous le maillot des Patriots, Gronk se montre dominant lorsque sa santé le lui permet. Il détient plusieurs records pour un tight-end lorsqu’il met fin à sa carrière en 2022 : plus grand nombre de matchs à plus de 100 yards à la réception (32), nombre record de touchdowns en phase finale (15) ainsi que le plus grand nombre de réceptions (23) et de yards gagnés à la réception (297) au Super Bowl.
Élu par ses pairs parmi les cent meilleurs joueurs de l'histoire de la NFL en 2019, sa future entrée au Pro Football Hall of Fame fait peu de doute.

## Personnalité et style de jeu

### Personnalité

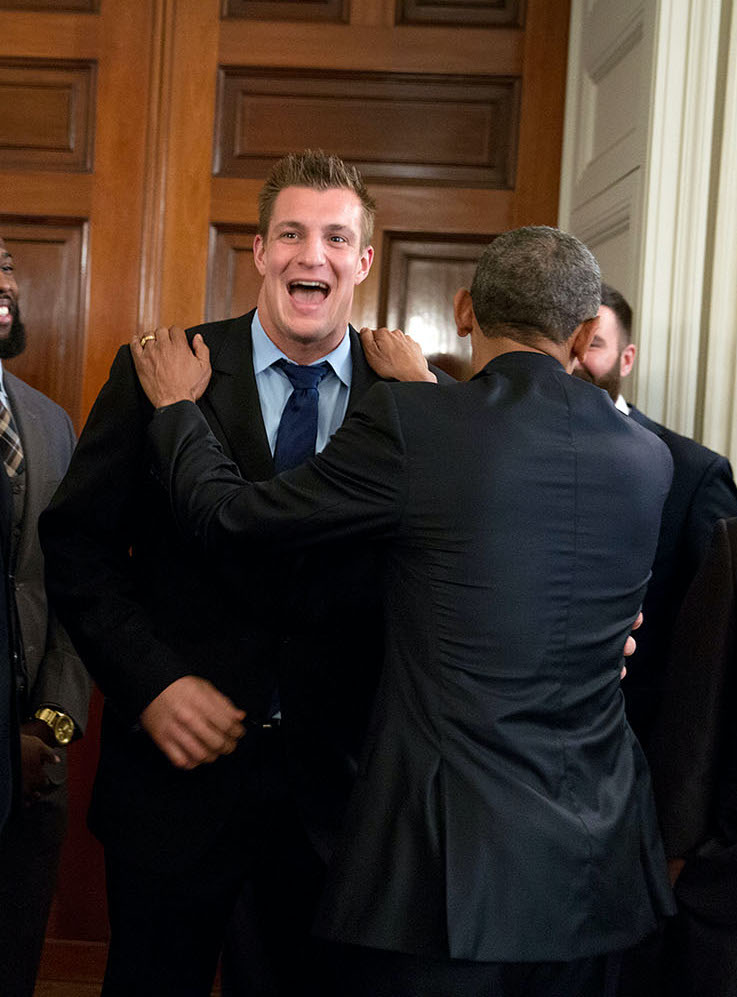
Rob Gronkowski rigolant avec Barack Obama lors de la visite traditionnelle de la Maison-Blanche des Patriots après la victoire au Super Bowl XLIX.

Le surnom Gronk est un diminutif de son nom et une référence au personnage Gronk, un humanoïde obèse appartenant à l'univers de Marvel Comics.
Gronkowski s'est construit, en partie volontairement, une réputation de fêtard. Dès 2012, lors d'une entrevue avec un journaliste hispanique dans le vestiaires après la victoire au championnat AFC, Gronk conclut par dire en espagnol « Yo soy fiesta ». Dès janvier 2015, il devient propriétaire d'un bus qu'il transforme en bus de fête avec sa famille. En février 2016, il lance le Gronk's Party Ship, une fête de trois jours organisée par le joueur et sa famille qui invite des célébrités comme Flo Rida, Redfoo, 3LAU ou encore Waka Flocka Flame,,.
Son exubérance en fait l'un des joueurs les plus aimés de la ligue. Il est l'un des Patriots les plus impliqués dans des œuvres caritatives. Chaque année, Gronk se fait raser les cheveux pour l'association Cancer Buzz Off afin de sensibiliser à la cause et lever des fonds pour la pédiatrie du cancer,,. En 2016, il est récompensé pour son implication dans la communauté de Boston et ses multiples événements, notamment auprès des enfants dans les écoles et les hôpitaux en recevant le prix Ron Burton Community Service.

### Style de jeu
Gronkowski est un tight end puissant et efficace. Dominateur, il s'impose par son envergure et sa capacité à se créer des espaces dans la défense. Que ce soit à Arizona ou aux Patriots, il est considéré ouvert même si un défenseur le couvre. L'un de ses principaux atouts physiques est l'envergure de ses mains de 27,3 centimètres, presque autant que la longueur d'un ballon de football américain. Earl Mitchell dit des mains de Gronkowski que ce sont des « pattes d'ours ».
Bon bloqueur, il utilise son physique hors normes pour contrer les linebackers adverses. Selon Greg Roman, coordinateur offensif des Bills de Buffalo, Rob Gronkowski « peut bloquer comme un offensive tackle ».
Polyvalent, il est capable de se placer dans quatre positions différentes : le placement classique du tight end, dans le slot, en tant que wide receiver extérieur et même en receveur isolé. Il est considéré comme la plus importante menace offensive dans le slot par Pro Football Focus. L'entraîneur principal des Patriots de la Nouvelle-Angleterre, Bill Belichick, le considère comme un receveur. Il est si fort à la réception de passe que les défenseurs doivent l'attraper ou l'agresser pour éviter qu'il domine. Pour se protéger, il utilise à partir de 2013 une importante protection sur le bras gauche.
Auprès de Tom Brady, qui est dur avec lui, Gronk apprend à se séparer de son défenseur pour être libre. L'impact de sa relation avec Brady est l'une des plus importantes de la ligue.

### Gronk Spike
La célébration de Gronkowski, appelée le « Spike » ou « Gronk Spike », consistant à jeter le ballon très fortement au sol devient sa marque de fabrique. Il commence à réaliser cette célébration en National Football League et déclare avoir toujours souhaité le faire mais ne pas pouvoir le faire auparavant. Les supporteurs aimant ce geste, il continue à le faire tout au long de sa carrière. De nombreuses imitations de sa célébration sont publiées par des supporteurs sur internet avec divers objets. Le joueur lui-même utilise ce geste emblématique à différentes occasions avec un palet de hockey sur glace avec une rencontre des Bruins de Boston, des cônes de crème glacée dans les rues de Boston ou encore un bouquet de mariage.

## Aspects financiers
Le tableau ci-dessous récapitule les revenus en carrière de Rob Gronkowski avec les Patriots de la Nouvelle-Angleterre.
| Bonus à la signature | Bonus effectif | Bonus de restructuration | Autres bonus |             |   |              |              |
| 2010                 | Patriots       | 320 000 $                | 1 760 000 $  | -           | - | -            | 2 080 000 $  |
| 2011                 | Patriots       | 450 000 $                | -            | -           | - | 830 000 $    | 1 280 000 $  |
| 2012                 | Patriots       | 540 000 $                | 8 000 000 $  | -           | - | 30 000 $     | 8 570 000 $  |
| 2013                 | Patriots       | 630 000 $                | -            | -           | - | 30 000 $     | 660 000 $    |
| 2014                 | Patriots       | 3 750 000 $              | -            | -           | - | -            | 3 750 000 $  |
| 2015                 | Patriots       | 4 750 000 $              | -            | -           | - | 10 264 803 $ | 15 014 803 $ |
| 2016                 | Patriots       | 2 250 000 $              | -            | 468 750 $   | - | 259 079 $    | 2 977 829 $  |
| 2017                 | Patriots       | 4 000 000 $              | -            | 437 500 $   | - | 5 750 000 $  | 10 187 500 $ |
| 2018                 | Patriots       | 8 000 000 $              | -            | 609 375 $   | - | 250 000 $    | 8 859 375 $  |
| 2020                 | Buccaneers     | 9 000 000 $              | -            | -           | - | 250 000 $    | 9 250 000 $  |
| 2021                 | Buccaneers     | 1 750 000 $              | 6 250 000 $  | -           | - | -            | 8 000 000 $  |
| Total                | Total          | 35 440 000 $             | 16 010 000 $ | 1 515 625 $ | - | 17 663 882 $ | 70 629 507 $ |

En mars 2012, Gronkowski signe un contrat de partenariat avec Dunkin' Donuts et devient porte-parole de la marque. En août de cette même année, il signe un contrat de partenariat et d'investissement avec Bodyarmor SuperDrink, participant au développement de l'entreprise comme de nombreux autres sportifs. En 2013, il lance sa marque de céréales, les « Gronkflakes ».
En 2015, il déclare ne pas avoir dépensé un centime de ses revenus NFL et qu'il vit de tous ses autres revenus issus de ses contrats marketing ou d'apparitions. Le joueur vend son image et la monétise en utilisant notamment les réseaux sociaux.
En avril 2016, Gronkowski signe un partenariat avec Monster Energy pour commercialiser une boisson énergétique signature au nom de « Gronk ». En amont de la saison 2017, les Patriots et Gronkowski restructurent le contrat du joueur afin qu'il puisse être le tight end le plus payé de la ligue s'il remplit certaines conditions,.
En 2017, l'association des joueurs de la National Football League conseille aux jeunes débutants de suivre les pas de Rob Gronkowski et de développer leur propre marque.

## Rob Gronkowski dans la culture populaire

### Image médiatique

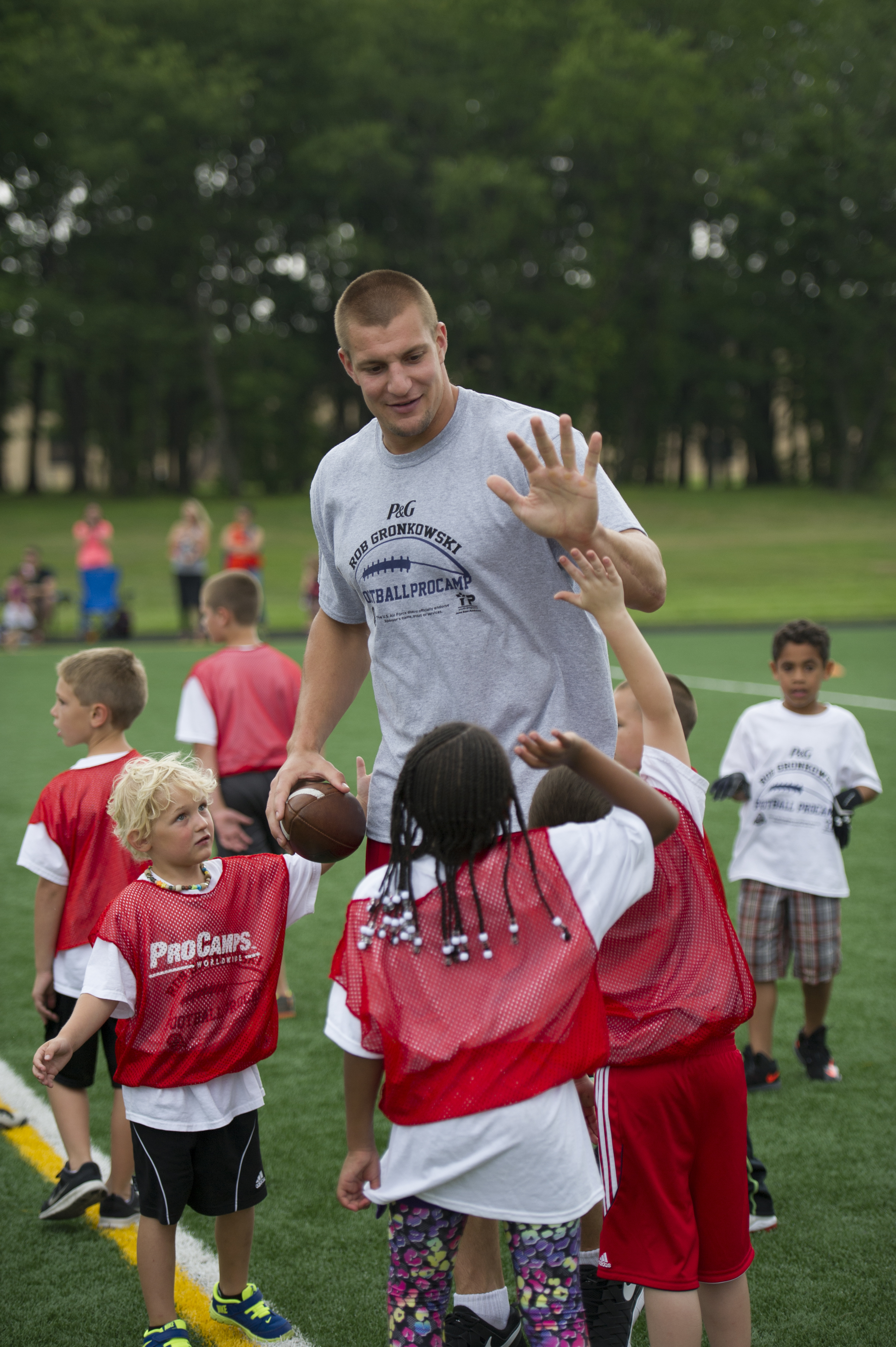
Rob Gronkowski entraînant une centaine d'enfants de militaires en juillet 2015.

Rob Gronkowski utilise ses mois de repos pour faire de multiples apparences publiques et médiatiques, qui deviennent à partir de 2012 le « Summer of Gronk »,. Après son historique saison 2011, l'attrait médiatique du tight end augmente fortement. Le joueur est présent dans le numéro spécial d'ESPN The Magazine: Body Issue et est l'un des six athlètes sélectionnés pour en faire la couverture. En décembre 2014, il fait de nouveau la une du magazine, seul cette fois-ci, lors d'une longue entrevue illustrée par des photos du joueur avec des chats. Moins d'un mois plus tard, il est en une d'une version régionale de Sports Illustrated. Il devient, après le Super Bowl XLIX remporté avec les Patriots, une vedette nationale.
Gronkowski est régulièrement l'invité du Jimmy Kimmel Live!. En février 2015, il y lit un passage d'un livre de fiction érotique écrit par Lacey Noonan intitulé en son hommage « A Gronking to Remember ». Quelques semaines plus tard, il crée avec l'actrice Charlotte McKinney une bande-annonce d'un faux film créé à partir du livre pour Funny or Die. En mai 2016, il revient sur la fête organisée sur son bateau quelques mois auparavant.
En 2015, Rob Gronkowski participe avec son père et trois de ses frères à Family Feud, la version originale et américaine d'Une famille en or. En novembre, Lacey Noonan publie un deuxième livre érotique sur une femme de foyer obsédée par Rob Gronkowski intitulé « A Gronking to Remember 2: Chad Goes Deep in the Neutral Zone ».
Gronk est très occupé après la saison 2015 de la NFL. Il est sélectionné pour être en couverture du jeu Madden NFL 17, une saison après avoir terminé deuxième aux votes du public l'année précédente. En juillet 2016, Gronk rejoint Paul McCartney sur scène au Fenway Park pour chanter avec lui la chanson Helter Skelter. Deux jours plus tard, il est de nouveau présent dans l'enceinte pour effectuer le lancer inaugural d'une rencontre de Ligue majeure de baseball entre les Red Sox de Boston et les Giants de San Francisco au Fenway Park.
Depuis juillet 2016, Gronkowski présente avec Brandon Broady et Stevie Nelson une émission de télévision nommée « Crashletes » diffusée sur Nickelodeon,,. L'émission est reconduite pour une deuxième saison en septembre 2016.
En mars 2017, Gronkowski visite le FC Barcelone et rencontre Lionel Messi à l'occasion d'une rencontre contre Gijón gagnée 6 à 1 par le Barça. Quelques semaines plus tard, il est l'acteur principal du clip de la musique « On My Mind » du DJ 3LAU. Il fait également une apparition dans le clip de Swish Swish de Katy Perry et Nicki Minaj.
En 2020, le clip vidéo de la musique I'll Wait de Kygo et Sasha Sloan est réalisé à partir d'images de sa vie personnelle en couple avec Camille Kostek.